# Mieczysław Wiśniewski (rysownik)
Mieczysław Wiśniewski (ur. 17 listopada 1925 w Warszawie, zm. 2006 tamże) – rysownik, grafik, ilustrator, malarz.

## Życie
W czasie wojny kształcił się w Szkole Rysunku i Malarstwa prowadzonej przez Adama Rychtarskiego. Od 1949 pracował jako grafik w Wydawnictwie MON. Zilustrował wiele książek. Specjalizował się w ilustracjach militarnych. Pod koniec lat sześćdziesiątych zaproponowano mu rysowanie komiksów. Przygotował jeden zeszyt o przygodach Kapitana Żbika. Rozpoczął prace nad serią Podziemny front, w ramach której narysował sześć zeszytów.
W roku 1970 wydawnictwo "Sport i Turystyka" rozpoczęło prace nad serią Kapitan Kloss – komiksową adaptacją serialu telewizyjnego Stawka większa niż życie. Scenariusze napisali Andrzej Szypulski i Zbigniew Safjan – scenarzyści serialu, ukrywający się pod pseudonimem Andrzej Zbych. Rysownika wybrano na drodze konkursu. Wiśniewski zostawił dotychczas tworzone serie i zajął się Klossem.
Zamówienie wydawnictwa obejmowało 12 zeszytów w miesięcznych odstępach. Twarz głównego bohatera miała przypominać Stanisława Mikulskiego, grającego główną rolę w serialu, pozostali bohaterowie nie musieli być podobni. Po opublikowaniu pierwszych zeszytów wydawnictwo zamówiło kolejne osiem.
Krótki okres przygotowania jednego zeszytu (miesiąc) oraz konieczność pogodzenia pracy nad komiksem ze zwykłą pracą zawodową spowodowały, że autor podupadł na zdrowiu i po zakończeniu prac nad serią przeszedł na emeryturę, zajmując się malarstwem, głównie o tematyce batalistycznej. Zmarł w 2006 r.

## Komiksy

### Kapitan Żbik
7. Śledzić Fiata 03-17 WE (scen. R. Doński, Sport i Turystyka 1968)

### Podziemny front
1. Zamach
2. Na tropie
3. Przerwana linia
4. O życie wroga
5. Nim wstanie świt
6. Skok za front

### Kapitan Kloss
(scen. Andrzej Szypulski i Zbigniew Safjan)
1. Agent J-23
2. Wsypa
3. Ostatnia szansa
4. Kuzynka Edyta
5. Ściśle tajne
6. Hasło
7. Spotkanie z Ingrid
8. Cafe Rose
9. Wyrok
10. Kurierka z Londynu
11. Partia domina
12. Noc w szpitalu
13. Podwójny nelson
14. Żelazny krzyż
15. Tajemnica profesora Riedla
16. Spotkanie na zamku
17. Akcja "Liść dębu"
18. Oblężenie
19. Gruppenfuhrer Wolf
20. W ostatniej chwili